# نغوين منه تشاو
نغوين منه تشاو (بالفيتنامية: Nguyễn Minh Châu)‏ هو لاعب كرة قدم فيتنامي في مركز الوسط، ولد في 9 يناير 1985 في محافظة كوانغ ننه في فيتنام. شارك مع منتخب فيتنام لكرة القدم. أما مع النوادي، فقد لعب مع Haiphong FC ‏.

## وصلات خارجية
- نغوين منه تشاو على موقع قاعدة بيانات كرة القدم.إي يو (الإنجليزية)
- نغوين منه تشاو على موقع ناشيونال فوتبول تيمز (الإنجليزية)